# Dochmie
Le dochmie ou dochmiaque (en grec ancien : δόχμιος κατὰ συζυγίαν, dóchmios kata syzygian, « tortueux » ; latin dochmius) est un pied composé de cinq syllabes et huit mores, utilisé en poésie grecque et surtout dans les tragédies d'Eschyle, de Sophocle et d'Euripide, dans les monologues tragiques chantés par les héroïnes elles-mêmes. Il est également utilisé dans le Fragmentum Grenfellianum. Son schéma métrique est | ∪ — — ∪ — |, décomposable en | ∪ — — | ∪ — | ou encore en | ∪ — | — ∪ | — | (Dain). Le dochmie n’a pas été utilisé en latin.

## Origine
À ce jour, l'origine du dochmie est contestée : certains chercheurs pensent qu'il s'agit d'une invention expressive d'Eschyle ; d'autres pensent que ce n'est pas une explication plausible ou démontrable, et préfèrent affirmer que l'origine du mètre ne peut pas être expliquée.

## Variantes
Des formes telles que l'hypodochmie existent aussi, quoique rarement, avec un schéma métrique | — ∪ — ∪ — | très similaire aux tripodies trochaïques.